# Австралія на літніх Олімпійських іграх 1900
Австралія на літніх Олімпійських іграх 1900 була представлена двома спортсменами у двох видах спорту. Країна зайняла дев'яте місце в загальнокомандному медальному заліку.
На цих Іграх Австралія вперше взяла участь у змаганнях з плавання.
 Курсивом  показані спортсмени, чиї результати зараховуються змішаній команді.

## Медалісти

### Золото
|   |               |                                           |
| № | Спортсмени    | Вид спорту (дисципліна)                   |
| 1 | Фредерік Лейн | Плавання (200 метрів вільним стилем)      |
| 2 | Фредерік Лейн | Плавання (200 метрів з перешкодами)       |
| 3 | Стенлі Роулі  | Легка атлетика (5000 метрів серед команд) |

### Бронза
|   |              |                                    |
| № | Спортсмени   | Вид спорту (дисципліна)            |
| 1 | Стенлі Роулі | Легка атлетика (біг на 60 метрів)  |
| 2 | Стенлі Роулі | Легка атлетика (біг на 100 метрів) |
| 3 | Стенлі Роулі | Легка атлетика (біг на 200 метрів) |

## Результати змагань

### Легка атлетика
| Змагання                 | Спортсмени                                                                                           | Попередній раунд | Попередній раунд | Півфінал  | Півфінал | Додатковий забіг | Додатковий забіг | Фінал                       | Фінал      |
| Змагання                 | Спортсмени                                                                                           | Результат        | Місце            | Результат | Місце    | Результат        | Місце            | Результат                   | Місце      |
| ------------------------ | --- | ---------------- | ---------------- | --------- | -------- | ---------------- | ---------------- | --------------------------- | ---------- |
| 60 метрів                | Стенлі Роулі                                                                                         | невідомий        | 2                |           |          |                  |                  | невідомий                   | 3          |
| 100 метрів               | Стенлі Роулі                                                                                         | невідомий        | 2                | невідомий | 2        | 11,0 з           | 1                | невідомий                   | 3          |
| 100 метрів               | Стенлі Роулі                                                                                         | 25,0 з           | 1                |           |          |                  |                  | невідомий                   | 3          |
| 5000 метрів серед команд | Чарльз Беннетт (GBR) Джон Риммер (GBR) Сідней Робінсон (GBR) Альфред Тайсоу (GBR) Стенлі Роулі (AUS) |                  |                  |           |          |                  |                  | 15:29,2 невідомий невідомий | 1 2 6 7 10 |
| 5000 метрів серед команд | Чарльз Беннетт (GBR) Джон Риммер (GBR) Сідней Робінсон (GBR) Альфред Тайсоу (GBR) Стенлі Роулі (AUS) | 26 очок          | 1                |           |          |                  |                  |                             |            |

### Плавання

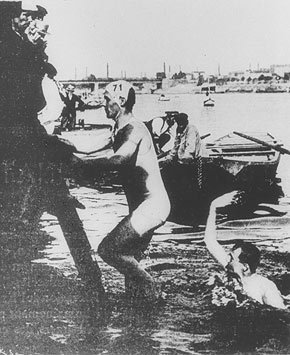
Олімпійський чемпіон - Фредерік Лейн

| Змагання                  | Спортсмен     | Півфінал  | Півфінал | Фінал     | Фінал |
| Змагання                  | Спортсмен     | Результат | Місце    | Результат | Місце |
| ------------------------- | ------------- | --------- | -------- | --------- | ----- |
| 200 метрів вільним стилем | Фредерік Лейн | 2:59,0    | 1        | 2:25,2    | 1     |
| 200 метрів з перешкодами  | Фредерік Лейн | 3:04,0 OR | 1        | 2:38,4 OR | 1     |